# 경구고등학교
경구고등학교(慶龜高等學校)는 대한민국 경상북도 구미시 봉곡동에 위치한 사립 고등학교이다.

## 학교 연혁
- 1984년 5월 14일 : 학교법인 경구학원 설립인가(설립자 안영주 박사, 이낭우 박사)
- 1984년 5월 14일 : 초대 재단이사장 안영주 취임
- 1985년 9월 28일 : 본관 3층(1,060평) 준공
- 1985년 11월 13일 : 경구고등학교 설립인가(18학급)
- 1986년 3월 1일 : 초대 교장 서정숙 취임
- 1986년 3월 5일 : 제1회 신입생 입학식(5학급 280명)
- 1986년 6월 10일 : 개교 기념식 거행
- 1986년 10월 20일 : 태정관(제2호관) 착공
- 1989년 2월 10일 : 제1회 졸업식(252명)
- 1998년 5월 25일 : 제4호관(동관) 착공
- 2004년 1월 16일 : 기숙사(우정학사) 준공
- 2007년 9월 10일 : 제2대 재단이사장 이상건 박사 취임
- 2011년 3월 3일 : 사교육절감 창의경영학교 선정 (교육과학기술부)
- 2011년 9월 6일 : 자율학교 선정 (기간 2012년 ~ 2015년 경상북도 교육청)
- 2021년 3월 1일 : 국제교육 활성화방안 연구학교 지정(2021.3~2023.2)
- 2024년 2월 7일 : 제36회 졸업식 10학급 225명(총 졸업생수 11,653명)
- 2024년 3월 4일 : 제39회 입학식 (10학급 240명)
- 2024년 9월 1일 : 제6대 교장 최종운 취임

## 참고 자료
- 경구고등학교 - 한국교육학술정보원 학교알리미